# ناشناس (فیلم ۲۰۰۵)
ناشناس (به هندی: Anjaane) فیلمی محصول سال ۲۰۰۵ و به کارگردانی هری دبلیو فرناندز است. در این فیلم بازیگرانی همچون مانیشا کویرالا، سانجای کاپور، تجسوانی کولهاپوره، هلن و آناند محتا ایفای نقش کرده‌اند.